# Dorian (orkaan)

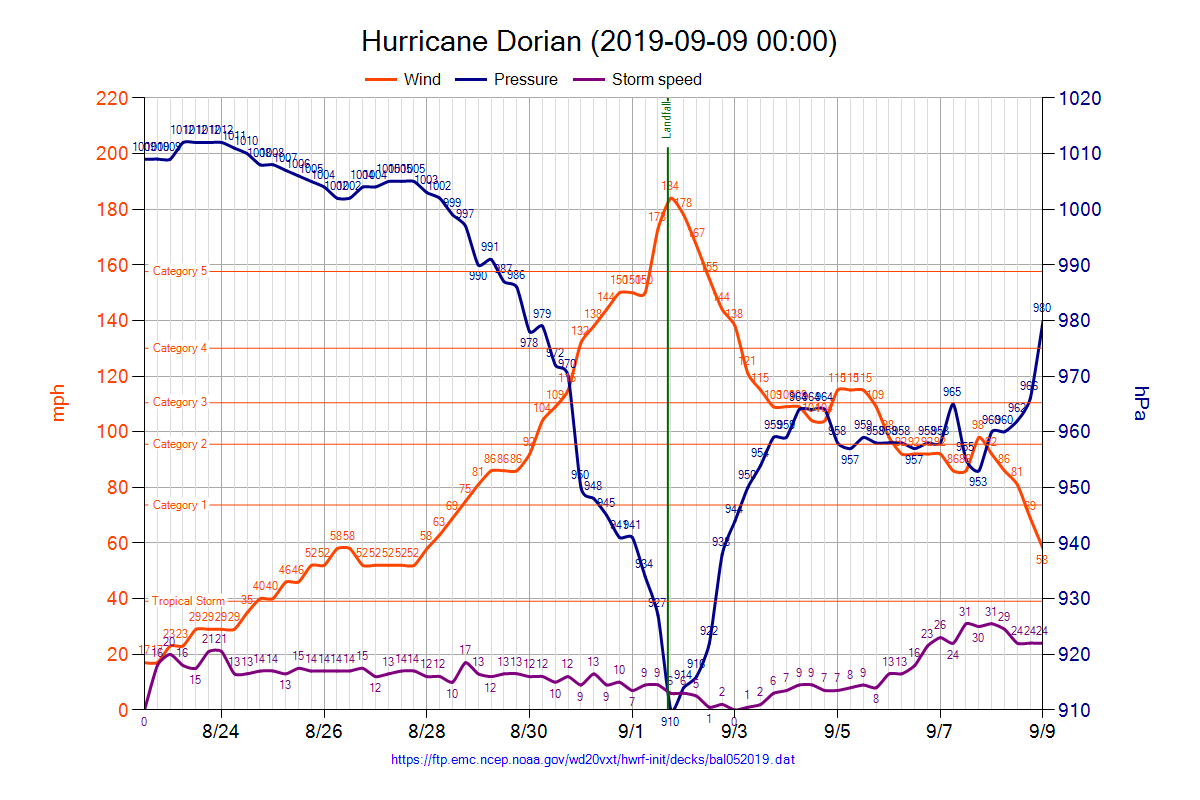

Orkaan Dorian was de vierde storm, tweede orkaan en eerste grote tropische cycloon van het Atlantisch orkaanseizoen 2019. De orkaan bereikte op 1 september 2019 vrij snel categorie 5, trof de Bahama's, en met name de Abaco-eilanden en Grand Bahama, trok langs de oostkust van Florida, Georgia en South Carolina, North Carolina en passeerde Virginia op afstand waarna de storm verder doortrok naar het noorden en op 7 en 8 september als post-tropische cycloon over de Canadese (schier)eilanden Nova Scotia, Prince Edward Island en de westkant van Newfoundland raasde.

## Beschrijving

### Ontstaan
Dorian ontwikkelde zich van een tropische golf ontstaan op 24 augustus in de Centrale Atlantische Oceaan en werd geleidelijk intenser terwijl het op weg was naar de Kleine Antillen, voordat het op 28 augustus een orkaan werd. Snelle intensivering volgde en op 31 augustus intensiveerde Dorian in een categorie 4 orkaan. De volgende dag bereikte Dorian de intensiteit van categorie 5.
Van 26 tot 28 augustus trof de storm de Caribische landen en gebieden, die in 2017 verwoestende schade ondervonden tijdens de passage van de orkanen Irma en Maria. Uitgebreide voorzorgsmaatregelen werden genomen om de schade te beperken, vooral in Puerto Rico. Eén persoon stierf in Puerto Rico. Schadelijke wind trof vooral de Maagdeneilanden, waar windstoten een snelheid van 179 km/h bereikten. Elders in de Kleine Antillen waren de gevolgen van de storm relatief gering.

### Moeilijke voorspelbaarheid
De voorspellingen van de te verwachten route die Dorian zou nemen waren tot 31 augustus verre van eenduidig. Zo werd gevreesd dat Puerto Rico de volle laag zou krijgen maar trok de orkaan ten zuiden van het eiland over de Maagdeneilanden. Voorspellingen over duur van het treffen op de Bahama’s liepen uiteen van uren tot dagen. Een landing in het zuid-oosten van Florida werd mogelijk geacht, maar ook een landing in North Carolina of langs de gehele kust tussen die twee gebieden in werd voor mogelijk gehouden, evenals de mogelijkheid dat de orkaan in oostelijke richting weg zou draaien van de Verenigde Staten. Ook waren er modellen die aangaven dat de orkaan over het zuiden van Florida naar de golf van Mexico zou trekken en dan in de Panhandle nogmaals aan land zou gaan. Ook het verwachte moment waarop de storm Florida zou raken verschoof van 1 september naar 4 september doordat het oog van de orkaan vertraagde en tot stilstand kwam. En tot een dag tevoren was nog niet duidelijk hoe dicht de orkaan langs de oostkust van Florida noordwaarts zou trekken.

### Verwoesting op de Bahama’s
Op 1 september bereikte orkaan Dorian de noordelijke eilanden van de Bahama's en ging daar als categorie 5 orkaan aan land, met verwoestende schade op enkele van de eilanden inclusief Grand Bahama en windstoten van meer dan 350 km/h. Er vielen minstens 43 doden in de Bahama's. Zo’n 70.000 mensen raakten dakloos en vrijwel alle bomen werden ontbladerd De storm bleef daar gedurende 12 uur stil hangen en op sommige plaatsen op de Bahama’s bleven de orkaancondities gedurende meer dan 40 uur aanhouden. In het vacuüm van het oog van de orkaan werd het niveau van het zeewater volgens CNN zo’n acht meter omhoog gezogen wat tot op de Bahama’s tot grootschalige overstromingen leidde. 
De schade op Grand Bahama en de Abaco-eilanden als gevolg van wind en overstromingen was zeer groot. De meeste gebouwen raakten zwaar beschadigd. Grand Bahama International Airport, het voor hulpverlening belangrijke vliegveld van Grand Bahama is verwoest en onbruikbaar.

### Langs zuidoostkust VS
Na de passage van Grand Bahama maakte Dorian, op 3 september afgezwakt tot categorie 2, een noordwaartse beweging parallel aan de zuidelijke oostkust van de Verenigde Staten waarbij de staten Florida, Georgia, South Carolina en North Carolina in de gevarenzone werden geacht. Hoewel de windsnelheden waren afgenomen groeide gelijktijdig de diameter van de storm aanzienlijk. De barrière-eilanden aan de oostkust van Florida werden voor de storm geëvacueerd maar de orkaansnelheid wind bereikte de kust nauwelijks. Schade bestond er voornamelijk uit duinafslag. CNN meldde ook twee stormgerelateerde doden in Florida. Ook voor laag gelegen kustgebieden in Georgia en de Carolina’s werd tot evacuatie opgeroepen. Er waren met name zorgen om de stad Charleston die in 2016 en 2018 bij orkanen Matthew en Florence onder water kwam te staan. De afname van de windsnelheden werd verklaard uit het feit dat de storm boven de Bahama’s zo lang op dezelfde plaats bleef hangen dat de door de wind ontstane beweging in het zeewater, kouder water uit diepere lagen naar boven trok waardoor er minder voeding voor de orkaan was.
Toen het orkaanoog op 4 september ter hoogte van Jacksonville weer boven warmer water kwam, begonnen de windsnelheden weer toe te nemen. Op 5 september was de storm weer tot een categorie 3 orkaan uitgegroeid. Voor de kust van North Carolina was de orkaan weer afgezwakt naar categorie 2.
Zoals gevreesd kreeg Charleston voor de derde keer in vier jaar met overstromingen te maken. Op Emerald Isle zorgde een Tornado voor grote schade. Het oog passeerde Cape Fear op zo’n 30 kilometer afstand In de nacht van 5 op 6 september zwakte Dorian voor de kust van North Carolina af tot categorie 1 maakte in de loop van de ochtend (lokale tijd) “landfall” op Hatteras Island.
Ook in Virginia Beach in het zuiden van de staat Virginia werd op 5 september, een dag voordat de orkaan daar langs zou trekken, evacuatie gelast. Hoewel daar niet de hoge windsnelheden werden verwacht kreeg men er wel met het opgestuwde zeewater en grote hoeveelheden regen te maken waardoor er enkele gebieden overstroomden in onder meer Virginia Beach en Norfolk.

### Canada
Op 7 september zwol de storm voor de kust van New England weer aan tot een categorie 2 orkaan en trok richting Nova Scotia. In Halifax werd een bouwkraan omgeblazen die boven op een in aanbouw zijnd flatgebouw terechtkwam. Vlak voor Dorian in Nova Scotia tussen Terence Bay en Sambro aan land ging veranderde de storm in een frontale post-tropische cycloon wat inhoudt dat de vorm van de storm niet langer rond van vorm is maar een stormfront vormt. De windsnelheden bleven echter nog op categorie 1 orkaankracht aanhouden. Bij een half miljoen huishoudens op Nova Scotia en Prince Edward Island viel de elektriciteit uit. Op 8 September trok de storm over Newfoundland. Voor de kust van Canada werd 20 meter hoge golfslag waargenomen. De hoogste gemeten golf was zelfs 30,7 meter hoog in de omgeving van Newfoundland.
Na de passage over Newfoundland stak de depressie de Atlantische oceaan over. Op 10 september lag het restant van de storm ten noorden van Schotland en trok richting Noorwegen. Het restant veroorzaakte op 11 september een regenachtige dag in Nederland.

## Nasleep op de Bahama’s
Nadat de storm de Bahama’s verlaten had werd de catastrofale verwoesting van de noordelijke eilanden duidelijk. Van veel dorpen en nederzettingen was niet meer over dan een groep ruïnes. De eerste dagen werden mondjesmaat doden gemeld, maar op 5 september gaf de premier van de Bahama’s aan rekening te houden met “onwerkelijke aantallen doden”. Gevreesd wordt dat veel lichamen door het terugtrekkende water de oceaan zijn ingesleurd en nooit worden gevonden. Een gebrek aan drinkwater en voedsel is er volgens CNN het meest nijpende probleem. Twee Cruiseschepen werden vanuit Florida ingezet om noodpakketten naar de eilanden te brengen. Ook twee Nederlandse marineschepen (Zr.Ms. Snellius en Zr.Ms. Johan de Witt) werden vanaf Sint Maarten naar de Bahama’s gestuurd om noodhulp te bieden. Schepen die noodhulp naar het getroffen gebied brachten namen zoveel mogelijk mensen mee van die eilanden naar de zuidelijke eilanden van de Bahama’s waar de orkaan niet overheen is getrokken om zodoende de hulpbehoevende groep mensen in het rampgebied kleiner te maken. Ook werd door de regering van de Bahama’s nadrukkelijk gemeld dat als mensen wilden helpen het boeken van een vakantie op een van de niet getroffen eilanden van de Bahama’s helpend zou zijn omdat dat goed voor het economisch herstel van het land is. Op 12 september werd het aantal vermisten op 1.300 geraamd. In de maanden daarna werd dat bijgesteld naar ruim 400. Er wordt van uitgegaan dat veel lichamen door de stormvloed zijn weggespoeld en nooit gevonden zullen worden. De regering Trump paste de immigratieregels voor inwoners van de Bahama’s aan om het vluchtelingen moeilijker te maken de Verenigde Staten binnen te komen.

## Trivia
- President Trump waarschuwde Alabama op 1 september voor Dorian terwijl er op dat moment geen voorspellingen waren die route van de orkaan daar plaatsten. Op 4 september toonde Trump om zijn gelijk te halen een oude voorspelling waarop met een markeerstift een extra lijn was getekend en een voorspelling van vier dagen voor de “waarschuwing” die dus al ruim achterhaald was toen hij zijn uitspraak deed.[4] De gewraakte bewering werd op sociale media massaal bespot met de hashtag #Sharpiegate (benzinestiftschandaal).
- Trump gaf ook te kennen nog nooit van een categorie 5 orkaan te hebben gehoord terwijl tijdens zijn regeerperiode al vier stormen van die kracht de Verenigde Staten hadden bedreigd.